# Gaultheria pernettyoides
Gaultheria pernettyoides är en ljungväxtart som beskrevs av Herman Otto Sleumer. Gaultheria pernettyoides ingår i släktet Gaultheria och familjen ljungväxter. Inga underarter finns listade i Catalogue of Life.